# (669) Cipria
(669) Cipria es un asteroide perteneciente al cinturón de asteroides descubierto el 20 de agosto de 1908 por August Kopff desde el observatorio de Heidelberg-Königstuhl, Alemania.
Está nombrado por la Cipria, un poema perdido del ciclo troyano.
Cipria forma parte de la familia asteroidal de Eos.